# Warszawa Nowe Włochy
Ten artykuł dotyczy przyszłego wydarzenia. Informacje w nim zawarte mogą się zmienić wraz z pojawieniem się nowych faktów, a początkowe doniesienia mogą być niepewne. Ostatnie aktualizacje tego artykułu mogą nie odzwierciedlać najbardziej aktualnych informacji.
Warszawa Nowe Włochy – potencjalny przystanek osobowy PKP Polskich Linii Kolejowych. Przystanek miałby być zlokalizowany pod wiaduktem Alei 4 Czerwca 1989 roku, po północnej stronie stacji Warszawa Główna Towarowa. Mimo nazwy, przystanek znajduje się de facto na Chrzanowie.
Przystanek miałby być zrealizowany w ramach projektu „Rozbudowa układu torowego na obszarze Odolan w Warszawie”.